# 樺穂村
樺穂村（かばほむら）は茨城県真壁郡にかつて存在した村である。

## 地理
- 現在の桜川市の東部、旧真壁町の北東部に位置する。
- 村の東部は筑波山地に面しており、加波山・足尾山がある。
- 村内には桜川が流れる。

## 歴史
村名は村が加波山（樺山）の樺と足尾山（葦穂山）の穂を組み合わせて樺穂村となった。

### 村域の変遷
- 1889年（明治22年）4月1日 - 町村制施行により、原方村・長岡村・白井村・桜井村・上小幡村・下小幡村が合併し真壁郡樺穂村が発足。
- 1954年（昭和29年）12月1日 - 真壁町・谷貝村・紫尾村と合併し、新たな真壁町が発足。同日樺穂村廃止。

変遷表
| 1868年 以前 | 1868年 以前 | 明治22年 4月1日 | 昭和29年 12月1日 | 平成17年 10月1日 | 現在   |
| ----------- | ----------- | --------------- | ---------------- | ---------------- | ------ |
|             | 原方村      | 樺穂村          | 真壁町           | 桜川市           | 桜川市 |
|             | 長岡村      | 樺穂村          | 真壁町           | 桜川市           | 桜川市 |
|             | 白井村      | 樺穂村          | 真壁町           | 桜川市           | 桜川市 |
|             | 桜井村      | 樺穂村          | 真壁町           | 桜川市           | 桜川市 |
|             | 上小幡村    | 樺穂村          | 真壁町           | 桜川市           | 桜川市 |
|             | 下小幡村    | 樺穂村          | 真壁町           | 桜川市           | 桜川市 |

## 人口・世帯

### 人口
総数 [単位： 人]
| 1891年（明治24年） | 5,190 |
| 1920年（大正 9年） | 8,368 |
| 1935年（昭和10年） | 3,883 |
| 1950年（昭和25年） | 5,117 |

### 世帯
総数 [単位： 世帯]
| 1920年（大正 9年） | 585 |
| 1935年（昭和10年） | 695 |
| 1950年（昭和25年） | 899 |

## 交通

### 鉄道
- 常総筑波鉄道（ → 関東鉄道 → 筑波鉄道）
  - 筑波線
    - 樺穂駅